# Виаман
Виаман (порт. Viamão) — город и муниципалитет в Бразилии, входит в штат Риу-Гранди-ду-Сул. Составная часть мезорегиона Агломерация Порту-Алегри. Входит в экономико-статистический микрорегион Порту-Алегри. Население составляет 253 264 человека на 2007 год. Занимает площадь 1494,263 км². Плотность населения — 175,3 чел./км².

## История
Город основан 14 сентября 1741 года. В 1766 году сюда из города Риу-Гранди в связи с вторжением испанцев была перенесена столица капитании Рио Гранде де Сан Педро. Город оставался административным центром капитании до 1773 года, когда он был перенесён в Порту-Алегри, где находится по нынешнее время.

## Статистика
- Валовой внутренний продукт на 2004 год составляет 1 342 599 000,00 реалов (данные: Бразильский институт географии и статистики).
- Валовой внутренний продукт на душу населения на 2004 год составляет 5340,00 реалов (данные: Бразильский институт географии и статистики).
- Индекс развития человеческого потенциала на 2000 год составляет 0,808 (данные: Программа развития ООН).

## География
Климат местности: субтропический. В соответствии с классификацией Кёппена, климат относится к категории Cfa.

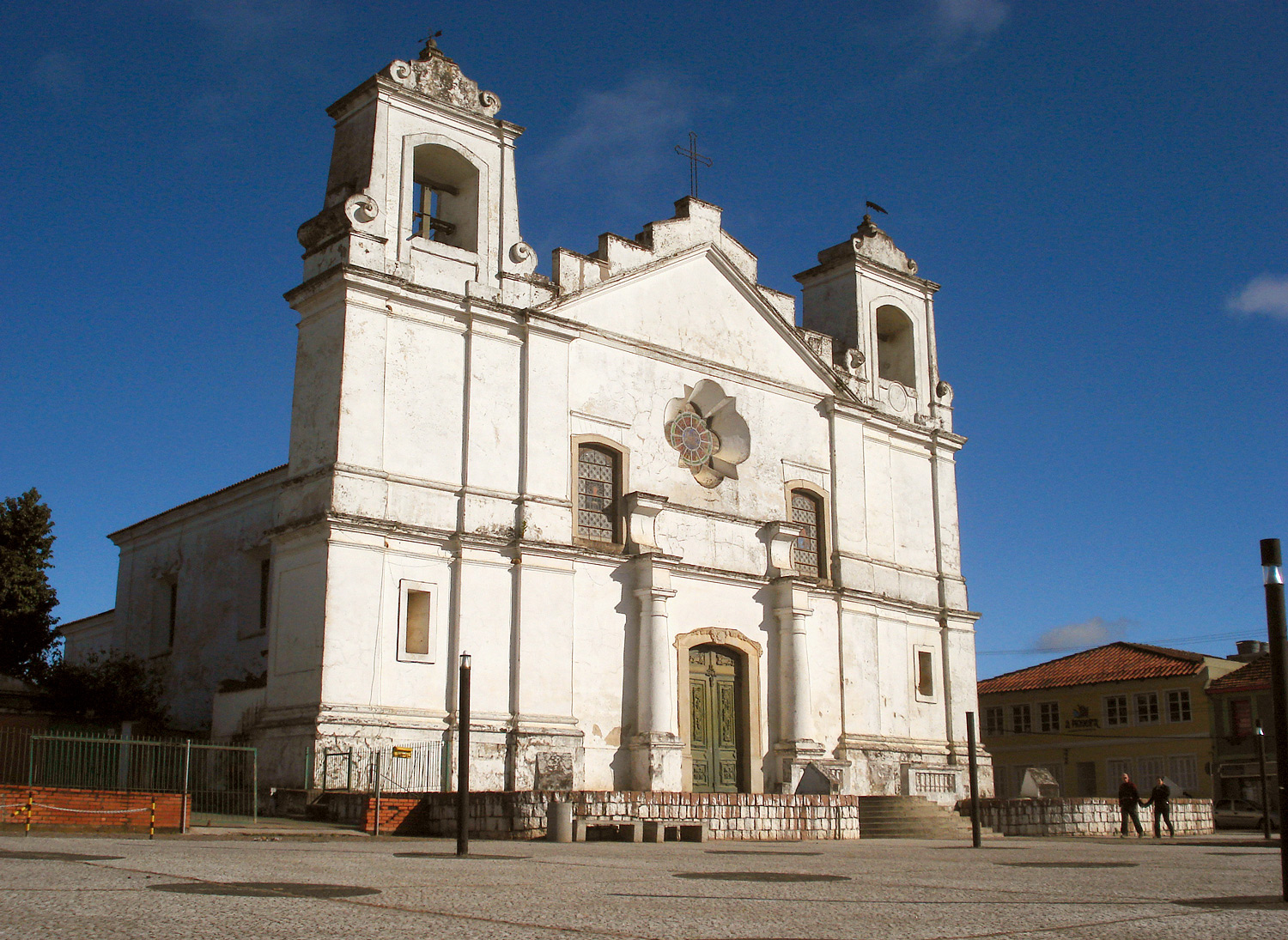
Собор